# Giuseppe Antonio Bonato
Giuseppe Antonio Bonato (1753 – 1836) è stato un botanico italiano.

## Biografia
Laureato in medicina all'Università di Padova nel 1771, svolse la mansione di amanuense alla realizzazione di cataloghi dal libraio Carlo Scapini, presso i conti Polcastro e poi nella Biblioteca Universitaria di Padova (1773), di cui diventò in seguito bidello e bibliotecario. 
Occupò a Padova la cattedra di botanica dal 1793 e divenne prefetto dell'Orto Botanico di Padova dal 1794 al 1835. Fu per due volte rettore dell'Università di Padova, nel 1806-1807 e nel 1819-1820. Fu membro dell'Accademia di Scienze, Lettere ed Arti e della Société linnéenne de Paris e maestro di Roberto de Visiani, autore di diverse pubblicazioni di argomento botanico, e di Karl Wildenow, che gli dedicò un'orchidea che chiamo dal suo nome, la Bonatea speciosa.